# Acció Cultural del País Valencià

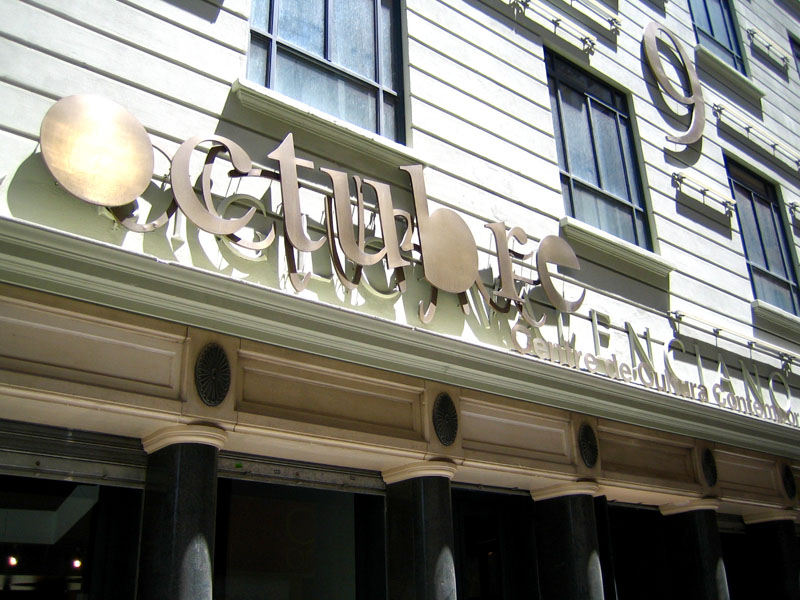
L'OCCC, seu d'ACPV a la Ciutat de València

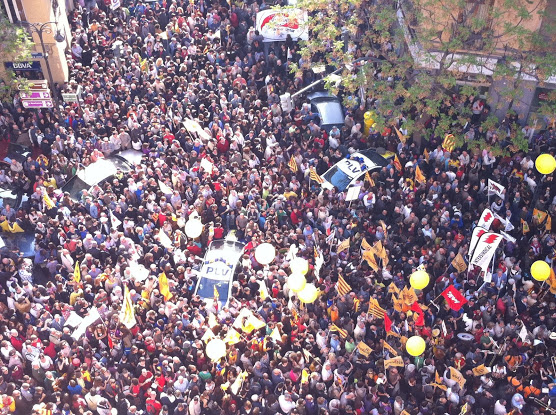
Manifestació d'ACPV, a favor de les emissions de Televisió de Catalunya al País Valencià el 16 d'abril de 2011.

Acció Cultural del País Valencià (ACPV) és una entitat valenciana dedicada a l'estudi, la defensa i la promoció del patrimoni cultural, artístic i natural de la totalitat del País Valencià. Va ser creada a València el 1978 i està regida per una junta directiva que és elegida per l'assemblea general de socis. El seu primer president va ser Joan Fuster, Joan Francesc Mira la va presidir de 1992 a 1999, Vicent Martínez Sancho entre 1999 i 2005, Eliseu Climent entre 2005 i 2012 i fins al 2020 Joan Francesc Mira, que va ser substituït per Anna Oliver i Borràs. Té la seu general a l'Octubre Centre de Cultura Contemporània, a la ciutat de València.
Va ser distingida amb la Creu de Sant Jordi de la Generalitat de Catalunya l'any 1984.

## Ideologia
És independent ideològicament i no és una entitat que depengui de la Generalitat Valenciana. S'alinea en el consens acadèmic internacional pel que fa a la unitat de la llengua catalana i les seves actuacions van en aquest sentit. ACPV és la responsable de l'emissió alegal (en vies de negociació) del senyal analògic i digital de Televisió de Catalunya al País Valencià, de les manifestacions i concerts del 25 d'abril, del Correllengua i dels Casals Jaume I, entre d'altres.

## Emissions de laCCRTVal País Valencià
ACPV és la responsable des de fa més de 20 anys de l'emissió del senyal analògic i digital dels canals de televisió i les emissores de ràdio de la Corporació Catalana de Mitjans Audiovisuals al País Valencià. Malgrat que el senyal ha estat sempre alegal des del principi, una circumstància generalitzada a l'espai radioelèctric, la Generalitat i ACPV arribaren a acords escrits de "no conflictivitat" de les emissions amb els senyals de la RTVV, així com de les audiències quan a Canal 9 s'emeteren partits de futbol. Per altra banda, la Generalitat valenciana anteriorment aprofità les freqüències que emprava ACPV per emetre TV3 per difondre-hi Canal 9, ja que aquesta freqüència ja tenia infraestructura tècnica implantada a les llars. Allò va provocar un primer tancament de les emissions ordenat pel Ministre d'Indústria d'Espanya de llavors, José Barrionuevo, però l'entitat recuperà els senyals per la via judicial.
A mitjan 2007 estava prevista la interrupció del senyal que s'emetia des de la Carrasqueta, però una concentració de més de 300 persones evitaren l'entrada al recinte del funcionari de la Generalitat. Com a conseqüència, en juny de 2007 el Consell de la Generalitat Valenciana imposà a ACPV la màxima sanció econòmica, sovint prevista per a grans empreses, estipulada en 300.000 euros, per la seua negativa al cessament de les emissions. No contrastant, ACPV argumenta que la Generalitat no té facultat sancionadora a l'espai radioelèctric en ser de titularitat estatal, encara que hi tinga competències de gestió al País Valencià, per la qual cosa ha interposat un recurs al TSJCV que es troba en vies de resolució. A més a més, al recurs afirmen que ACPV "no presta, en règim de gestió indirecta, serveis de difusió de televisió", ja que l'entitat no és propietària d'una cadena, sinó simplement "facilita el transport del senyal d'unes televisions que estan emetent, les de la Corporació Catalana de Mitjans Audiovisuals (CCMA)".
Posteriorment, la Generalitat va cloure i va precintar el repetidor situat a la Carrasqueta (Xixona, l'Alacantí) en l'última hora de l'últim dia del termini establert, sense presència de cap representant d'ACPV. El repetidor del Mondúber (Gandia, la Safor) també fou clos posteriorment. Respecte al tercer repetidor,El Bartolo, el jutjat de Castelló hi ha denegat l'entrada fins que es resolga el recurs interposat per ACPV davant del TSJCV.
El tancament dels senyals ha provocat reaccions negatives pel PSPV-PSOE, EUPV i BLOC, d'esquerres. Així mateix, l'Institut Interuniversitari de Filologia Valenciana ha acusat públicament a la Generalitat d'impedir la difusió del valencià. Les crítiques, a més a més, també arriben a la si de la Generalitat, en què l'Acadèmia Valenciana de la Llengua ha mostrat la seua disconformitat amb la mesura, i hi ha exigit urgentment un acord de reciprocitat entre la CCRTV i la RTVV. Per altra banda, membres destacats del Partit Popular també han mostrat la seua disconformitat amb la mesura, especialment el PP de Castelló. ACPV, per la seua banda, està mantenint una agenda de mobilitzacions en Alacant, Elx i Alcoi per a protestar públicament pel tancament davant allò que considera com un atac a la llibertat d'expressió.
Pròximament tornaran les emissions de Televisió de Catalunya i IB3 al territori valencià.